# Nadarajah Raviraj
Nadarajah Raviraj (Chavakachcheri, 25 giugno 1962 – Colombo, 10 novembre 2006) è stato un politico e avvocato cingalese.
Sindaco di Jaffna nel 2001 e membro del parlamento cingalese dal 2001 al 2006, è stato assassinato il 10 novembre 2006 nella capitale dello Sri Lanka, Colombo.

## Biografia
Nadarajah Raviraj è nato in una città del distretto di Jaffna da due insegnanti, nell'allora Dominion di Ceylon, oggi Sri Lanka.
Nel 1987 diventa procuratore della Corte Suprema, lavorando anche con Home for Human Rights nell'ambito della protezione dei diritti umani.
Nello stesso anno si iscrive al Fronte Unito di Liberazione Tamil (TULF), partito cingalese che mira ad ottenere l'indipendenza dei Tamil nello Sri Lanka. Con il TULF correrà alle elezioni municipali di Jaffna nel 1998, dove otterrà un seggio nel consiglio comunale. Dopo gli omicidi dei sindaci Sarojini Yogeswaran il 17 maggio 1998 e Ponnuthurai Sivapalan l'11 settembre, e del membro del partito, Pon Mathimugarajah, il TULF aveva deciso di non nominare alcun sindaco, perciò la carica ricadde su Raviraj, in quanto vice sindaco.
Dopo aver corso alle elezioni parlamentari del 2000 per il TULF, viene eletto sindaco di Jaffna nel 2001. Lo stesso anno il TULF, con altri partiti cingalesi-tamil, forma l'Alleanza Nazionale Tamil (TNA) e corre alle elezioni parlamentari del 2001, scegliendo Raviraj come candidato per il distretto di Jaffna. Durante la campagna elettorale a Naranthanai, sull'isola di Velanai, i membri della TNA sono stati aggrediti dalle truppe del Partito Democratico del Popolo Eelam (EPDP; un partito politico e organizzazione paramilitare favorevole al governo cingalese). In questo attacco muoiono due attivisti della TNA e molti altri, tra cui Raviraj stesso, vengono feriti, tuttavia lui viene eletto per rappresentare il distretto di Jaffna, dimettendosi dall'incarico di sindaco e ottenendo un secondo mandato nel 2004.

### Omicidio
Il 10 novembre 2006 ha manifestato fuori dall'ufficio dell'UNICEF di Colombo contro il bombardamento di Vaharai, che ha provocato 45 morti e 100 feriti nella città di Vaharai.
Alle 8:39 mentre stava guidando sulla Martha Road un motociclista si ferma e fa fuoco contro la macchina con un Type-56, ferendo Raviraj e la sua guardia del corpo,  Lokuwellamurage Shantha Laxman. Entrambi furono portati d'urgenza all'ospedale nazionale di Colombo, tuttavia entrambi non ce la fecero.